# 紀五常
紀五常（1533年—？），字一元，山東膠州（今山東省膠州市）人，明朝政治人物。

## 生平
紀五常少有文名。嘉靖三十七年（1558年），中式戊午科山東鄉試第三名舉人。隆慶二年（1568年），登戊辰科二甲第十三名進士。授兵部職方司主事，改戶部。出爲河間府知府。

## 家族
曾祖紀存仁，教諭；祖父紀希咸；父紀繪素，母鄭氏。慈侍下。兄紀克一（同科進士）。弟紀五章。